# Jean-Charles Meunier
Pour les articles homonymes, voir Meunier.
Jean-Charles Meunier, né le 19 décembre 1934 à Mâcon et mort le 2 décembre 2001, est un cinéaste, réalisateur, scénariste et animateur français.

## Biographie
Meunier est l'auteur de film d'animation pour la télévision et de générique de films, dont l'œuvre la plus célèbre est probablement la série d'animation Cocoshaker.
En 1966, il fonde avec Michel Ciszewski (chef opérateur de direct et d'animation) et Jean-Pierre Girard (réalisateur et scénariste de direct et d'animation) un studio d'animation, les « Films Orzeaux ». Françoise Ciszewski participe également au studio pour le traçage et le gouachage.
Il réalise une série sur les arts japonais du papier, origami (papier plié) et kirigami (papier découpé et plié) avec Carlos Corda.
Il crée également avec Sylvestre Joly une série sur le jonglage.
De 1975 à 1985 il réalise la série Carroyage, série de 66 épisodes de 8 à 12 minutes. Cette série appred au téléspectateur le dessin et la géométrie en lui proposant de tracer sur une feuille à petits carreaux ce qui est montré à l'écran. Un dessin apparait au fur et à mesure du tracé. 
Toujours avec son studio, il crée ensuite la célèbre série d'animation Cocoshaker, qui est diffusée pour la première fois sur la chaîne de télévision française FR3 (qui deviendra plus tard France 3) dans les années 1980.
Il réalise également les génériques animés de longs métrages en prise de vue réelle comme Le Cerveau, Le Distrait, Je sais rien, mais je dirai tout.
En 1986, le studio est mis en liquidation malgré un endettement modeste.
En 1987, il réalise pour FR3 20 épisodes de Comptines du Vieux continent puis prend sa retraite.

## Filmographie

### Séries d'animation
- 1975-1985 : Carroyage (animation de papier) 66 épisodes de 8 à 12 minutes ;
- 1981 : Cocoshaker (dessin animé, musique de Robert Viger) ;
- 1979 : Les Jetons (animation) 13 épisodes de 8 minutes ;
- Le Passe Carte (animation de cartes) 13 épisodes de 11 minutes ;
- Quinti Floc (animation de papier) 13 épisodes de 8 minutes ;
- Rota-Tac (animation de papier) 13 épisodes de 10 minutes ;
- Tan-Gram (jeu) 13 épisodes de 8 minutes ;
- TV Labyrinthe (animation de papier) 26 épisodes de 8 minutes ;
- TV Spirale (jeu) 13 épisodes de 10 minutes

### Courts métrages
- Orphéon
- 1976 : Libido Jumping (animation)
- 1966 : Hypothèse Beta (animation)
- Bahing

### Génériques animés et inserts pour longs métrages
- 1969 : Le Cerveau (séquence)
- 1970 : Le Distrait
- 1973 : Je sais rien, mais je dirai tout